# قلعه قرمز
قلعه قرمز مربوط به دوره قاجار است و در شهرستان قم، بخش مرکزی، بیرون روستای چشمه‌شور واقع شده است. این اثر به ثبت ملی نرسیده است.